# Залуське-Коронне
Залуське-Коронне (пол. Załuskie Koronne) — село в Польщі, у гміні Бранськ Більського повіту Підляського воєводства.
Населення — 128 осіб (2011).
У 1975-1998 роках село належало до Білостоцького воєводства.

## Демографія
Демографічна структура станом на 31 березня 2011 року:
|          | Загалом | Допрацездатний вік | Працездатний вік | Постпрацездатний вік |
| -------- | ------- | ------------------ | ---------------- | -------------------- |
| Чоловіки | 65      | 12                 | 35               | 18                   |
| Жінки    | 63      | 14                 | 28               | 21                   |
| Разом    | 128     | 26                 | 63               | 39                   |